# Lijst van premiers van Djibouti
Hieronder staat een chronologische lijst van premiers van Djibouti.

## Premiers van Djibouti (1977-heden)
| Nr. | Premier                 | Premier                           | Ambtsperiode    | Ambtsperiode    | Partij |
| --- | ----------------------- | --------------------------------- | --------------- | --------------- | ------ |
| 1   | Hassan Gouled Aptidon   | Hassan Gouled Aptidon (1916-2006) | 27 juni 1977    | 12 juli 1977    | RPP    |
| 2   | Ahmed Dini Ahmed        | Ahmed Dini Ahmed (1932-2004)      | 12 juli 1977    | 5 februari 1978 | RPP    |
| 3   | Wapen van Djibouti      | Abdallah Mohamed Kamil (1936)     | 5 februari 1978 | 2 oktober 1978  | RPP    |
| 4   | Wapen van Djibouti      | Barkat Gourad Hamadou (1930)      | 2 oktober 1978  | 7 maart 2001    | RPP    |
| 5   | Dileita Mohamed Dileita | Dileita Mohamed Dileita (1958)    | 7 maart 2001    | 1 april 2013    | RPP    |
| 6   | Wapen van Djibouti      | Abdoulkader Kamil Mohamed (1951)  | 1 april 2013    | heden           | RPP    |